# Lekkoatletyka na Letnich Igrzyskach Paraolimpijskich 2004 – bieg na 800 metrów kl. T12 mężczyzn
W biegu na 800 metrów kl. T12 mężczyzn (zawodnicy niedowidzący) podczas Letnich Igrzysk Paraolimpijskich 2004 rywalizowało ze sobą 10 zawodników.

## Wyniki

### Eliminacje
Bieg 1
| Poz. | Zawodnik            | Narodowość | Rezultat | Uwagi |
| ---- | ------------------- | ---------- | -------- | ----- |
| 1    | Odair Santos        | Brazylia   | 1:59.30  | Q     |
| 2    | Abel Avila          | Hiszpania  | 1:59.52  | Q     |
| 3    | Mustapha El Aouzari | Maroko     | 2:01.84  |       |
| 4    | Sergey Budanov      | Rosja      | 2:02.55  |       |
| 5    | Duncan Kipkemeni    | Kenia      | 2:03.51  |       |

Bieg 2
| Poz. | Zawodnik            | Narodowość | Rezultat | Uwagi |
| ---- | ------------------- | ---------- | -------- | ----- |
| 1    | Andrew Auma         | Kenia      | 1:57.31  | Q     |
| 2    | Maher Bouallegue    | Tunezja    | 1:57.81  | Q     |
| 3    | Ignacio Avila       | Hiszpania  | 1:58.55  | q     |
| 4    | Jason Dunkerley     | Kanada     | 2:03.54  |       |
|      | Abdeljalil El Atifi | Maroko     | DNS      |       |

### Finał
| Poz. | Zawodnik         | Narodowość | Rezultat | Uwagi |
| ---- | ---------------- | ---------- | -------- | ----- |
| 1    | Ignacio Avila    | Hiszpania  | 1:53.12  | WR    |
| 2    | Maher Bouallegue | Tunezja    | 1:54.04  |       |
| 3    | Odair Santos     | Brazylia   | 1:54.08  |       |
| 4    | Andrew Auma      | Kenia      | 1:55.75  |       |
| 5    | Abel Avila       | Hiszpania  | 1:59.00  |       |